# 賽普爾海岸
82°0′S 155°0′W / 82.000°S 155.000°W
賽普爾海岸（英語：Siple Coast）是南極洲的海岸，位於愛德華七世地的羅斯冰架東面，處於古爾德海岸和白瀨海岸之間，該海岸以美國科學家命名。